# تشارلي روغلز
تشارلز شيرمان روغلز (8 فبراير 1886 - 23 ديسمبر 1970) ممثل كوميدي أمريكي في مهنة امتدت لستة عقود ، ظهر في ما يقرب من 100 فيلم روائي طويل ، غالبًا بأدوار كوميدية ، كما كان الشقيق الأكبر للمخرج والمنتج والممثل السينمائي الصامت ويسلي روغلز (1889-1972).

## وفاته
توفي بسبب السرطان في مركز سانت جون الصحي في سانتا مونيكا، كاليفورنيا في 23 ديسمبر 1970 عن عمر يناهز 84 عامًا. تم دفنه في متنزه فورست لاون التذكاري في جليندال، كاليفورنيا في حديقة الذاكرة بالقرب من شقيقه ويسلي روغلز.

## روابط خارجية
- تشارلي روغلز في قاعدة بيانات برودواي على الإنترنت
- تشارلي روغلز في قاعدة بيانات الأفلام على الإنترنت
- تشارلي روغلز في تيرنر كلاسيك موفيز